# Aldo Baldin

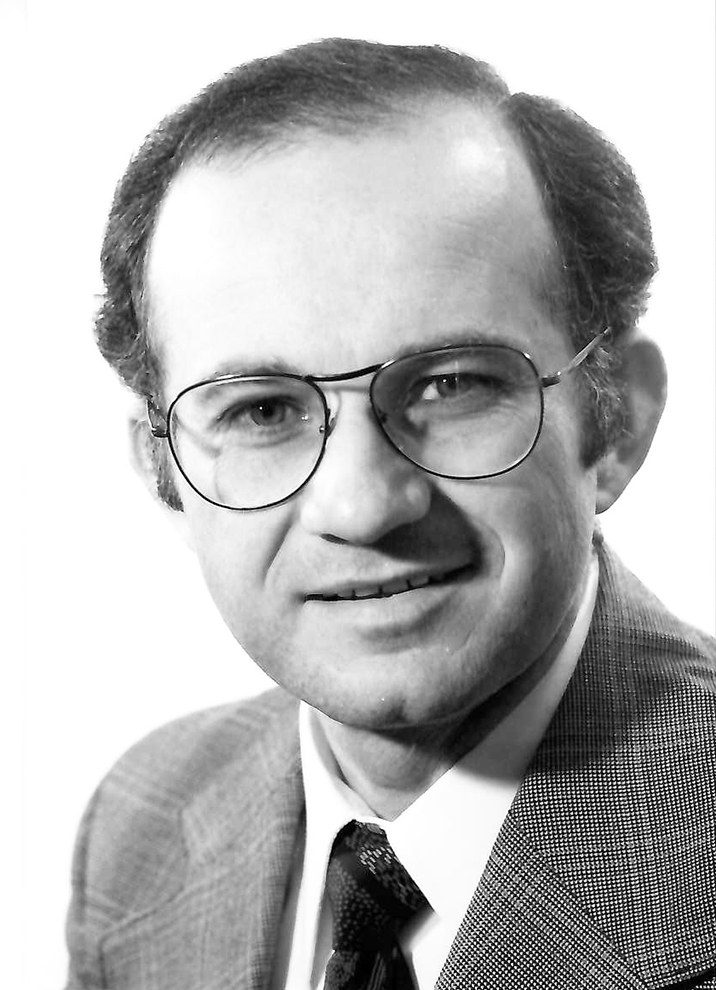
Aldo Baldin(1980)

Aldo Baldin (* 1. Januar 1945 in Urussanga, Santa Catarina; † 5. Januar 1994 in Waldbronn) war ein brasilianischer Opern- und Konzertsänger (Tenor).

## Leben
Baldin erhielt Gesangs- und Violoncellounterricht bei Heloisa Nemoto Vergara bzw. Jean-Jacques Pagnot an der Escola Superior de Música da UFRGS in Porto Alegre. 
Ein Gesangsstudium absolvierte er an der Universität in Rio de Janeiro bei Roberto Miranda und Eliane Sampaio.
Mit Unterstützung des Dirigenten Karl Richter und einem Stipendium des DAAD setzte er seine musikalische Ausbildung im Fach Gesang an der Musikhochschule Frankfurt a. M. bei Martin Gründler fort. Weitere Stationen seiner Ausbildung umfassten Berlin bei Margarethe von Winterfeldt und Paris. 1975 debütierte er am Pfalztheater in Kaiserslautern, 1980 am Teatro Colón in Buenos Aires und 1981 an der Mailänder Scala. Er unterrichtete u. a. an der Musikhochschule Blumenau (Brasilien), an den Staatlichen Hochschulen für Musik in Heidelberg, Mannheim und Karlsruhe.
Schallplattenaufnahmen umfassen vor allem Kantaten von Johann Sebastian Bach.

## Diskographie (Auswahl)
- Johann Sebastian Bach: diverse Kantaten (vorwiegend Helmuth Rilling, Bach-Collegium Stuttgart), Edition Bachakademie
- Gaetano Donizetti: Messa di Requiem (Miguel Ángel Gómez Martínez, Bamberger Symphoniker), Orfeo
- Joseph Haydn: Die Schöpfung (Neville Marriner, Academy of St. Martin in the Fields), Philips
- Wolfgang Amadeus Mozart: Le nozze di Figaro (Neville Marriner, Academy of St. Martin in the Fields), Philips

## Schüler (Auswahl)
- Ulf Bästlein, Hans Christoph Begemann, Georg Heckel, Winfried Toll, Ralf Willershäuser, Roberto Saccà, Marc Marshall